# Jaffna
Jaffna (englisch: [ˈdʒæfnə], Tamil: யாழ்ப்பாணம் Yāḻppāṇam [ˈjaːɭpːaːɳʌm], singhalesisch: යාපනය Yāpanaya [ˈjaːpənəjə]) ist eine Stadt in Sri Lanka. Sie ist die Hauptstadt der Nordprovinz und des Distrikts Jaffna und wichtigste Stadt im tamilisch besiedelten Norden der Insel. Nach der Volkszählung hat Jaffna (Stand: April 2020) 169.102 Einwohner. Fast alle Einwohner sind Sri-Lanka-Tamilen. Vor dem Bürgerkrieg in Sri Lanka war Jaffna die zweitgrößte Stadt des Landes, durch den von 1983 bis 2009 andauernden Konflikt wurde die Stadt aber schwer in Mitleidenschaft gezogen.

## Geografie

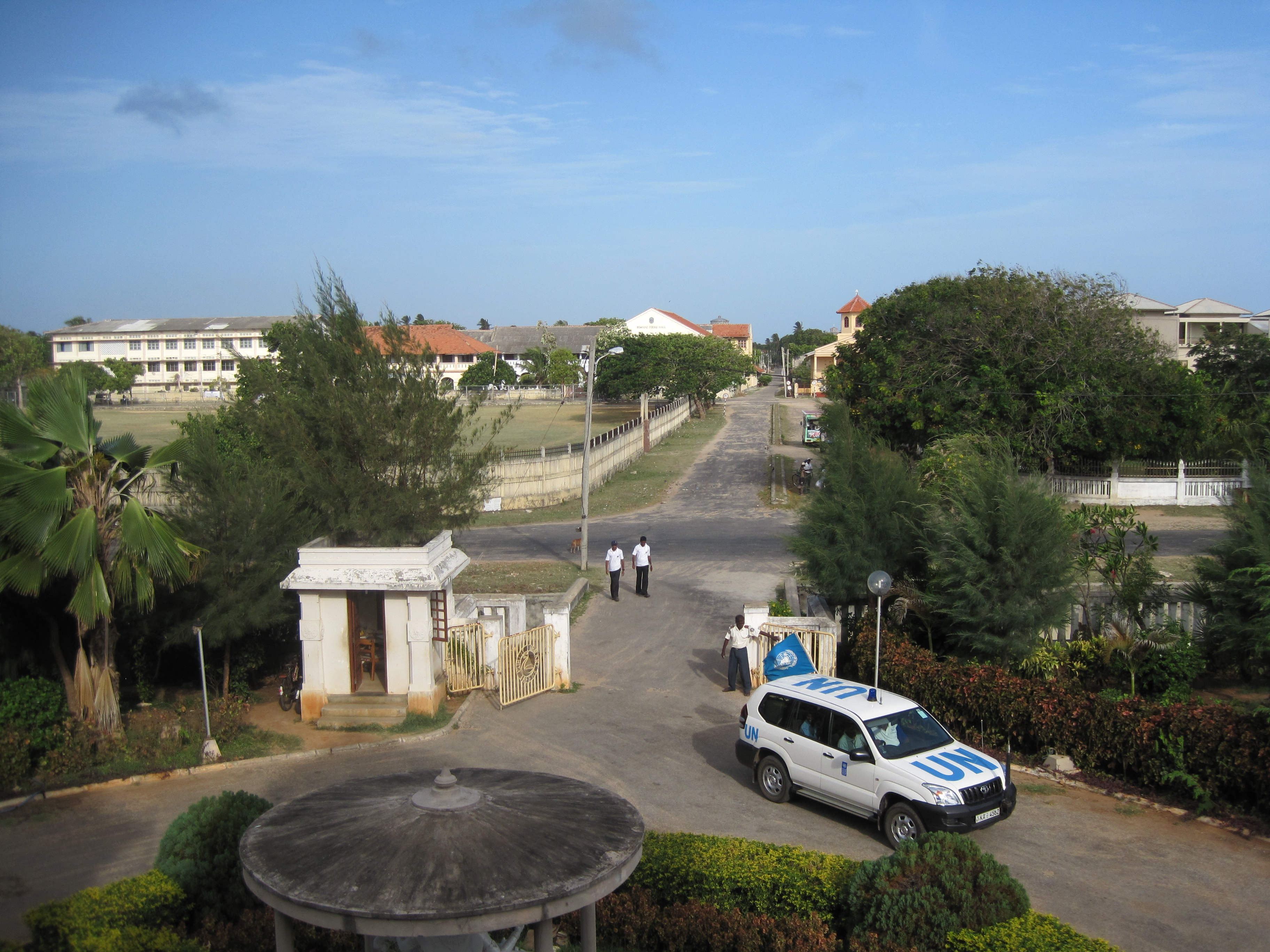
Blick auf Jaffna

Jaffna liegt im Norden Sri Lankas, rund 360 Kilometer nördlich der Hauptstadt Colombo auf der Jaffna-Halbinsel, einem Gebiet, das nur durch einen schmalen Landstreifen mit dem Rest der Insel verbunden ist. Die Stadt befindet sich an der Südküste der Halbinsel am Ufer einer Lagune, die durch mehrere vorgelagerte Insel von der Palkbucht abgetrennt ist.
In Jaffna herrscht ein maritim geprägtes Tropenklima. Die Temperaturen unterliegen im Jahresverlauf nur geringen Schwankungen: Der wärmste Monat ist der April mit einer durchschnittlichen Höchsttemperatur von 33,4 °C, der kühlste der Dezember mit 28,3 °C. Die Niederschlagsverhältnisse werden maßgeblich vom Monsun beeinflusst. Anders als an der Westküste bringt der Südwestmonsun von April bis Juni nur geringe Niederschläge, da der Norden Sri Lankas durch das indische Festland vor den aus Südwesten kommenden Luftmassen abgeschirmt wird. Die Hauptregenzeit ist dagegen der Nordostmonsun zwischen Oktober und Dezember, bei dem die aus Nordosten vom Golf von Bengalen kommenden Luftmassen erhebliche Regenmengen mit sich bringen. In diesen drei Monaten fallen mehr als zwei Drittel des Jahresniederschlages von durchschnittlich 1303 Millimetern.
|                       | Jan  | Feb  | Mär  | Apr  | Mai  | Jun  | Jul  | Aug  | Sep  | Okt   | Nov   | Dez   |   |         |
| Mittl. Tagesmax. (°C) | 28,5 | 29,9 | 31,8 | 33,4 | 33,3 | 32,7 | 32,6 | 32,4 | 32,1 | 30,8  | 29,3  | 28,3  | ⌀ | 31,3    |
| Mittl. Tagesmin. (°C) | 23,0 | 22,6 | 23,4 | 25,6 | 26,9 | 26,9 | 26,2 | 25,9 | 25,7 | 24,7  | 23,9  | 23,6  | ⌀ | 24,9    |
|                       |      |      |      |      |      |      |      |      |      |       |       |       |   |         |
| Niederschlag (mm)     | 69,6 | 37,2 | 19,1 | 43,4 | 46,3 | 23,2 | 40,5 | 47,8 | 75,4 | 249,8 | 356,1 | 294,5 | Σ | 1.302,9 |
|                       |      |      |      |      |      |      |      |      |      |       |       |       |   |         |
| Regentage (d)         | 4    | 2    | 2    | 4    | 3    | 2    | 3    | 3    | 5    | 11    | 15    | 13    | Σ | 67      |

| 23,0 |

| 22,6 |

| 23,4 |

| 25,6 |

| 26,9 |

| 26,9 |

| 26,2 |

| 25,9 |

| 25,7 |

| 24,7 |

| 23,9 |

| 23,6 |

| 23,0 |

| 22,6 |

| 23,4 |

| 25,6 |

| 26,9 |

| 26,9 |

| 26,2 |

| 25,9 |

| 25,7 |

| 24,7 |

| 23,9 |

| 23,6 |

## Geschichte

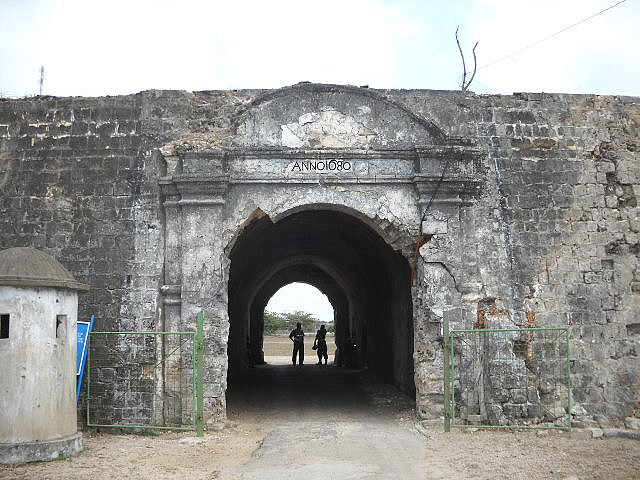
Eingang zum Fort Jaffna (von den Portugiesen errichtet und 1680 von den Niederländern instand gesetzt)

Luftbild des Forts

Der tamilische Name Yalpanam ist aus yazh (oder yal), „Harfe“, und panam, „Dichter, Musiker“ zusammengesetzt und bezieht sich auf die Ursprungslegende der Stadt, wonach einst ein Harfenspieler (yalpanam) aus dem südindischen Chola-Reich kam und vom ceylonesischen König für sein Musizieren ein sandiges Stück Land bekam, wo er sich mit seinesgleichen niederließ.
Zwischen 1215 und 1624 herrschte das Königreich Jaffna von Nallur, einem Vorort Jaffnas, aus über den Nordteil der Insel Ceylon (Sri Lanka). 1619 eroberten die Portugiesen, die bereits seit Anfang des 16. Jahrhunderts auf Ceylon präsent waren, Jaffna und errichteten das Fort Jaffna. 1658 fiel die Stadt mit dem Rest der Insel an die Niederlande. Jaffna blieb unter niederländischer Herrschaft, ehe die Briten 1796 die Herrschaft über Ceylon übernahmen.
1948 wurde Ceylon, das 1972 in Sri Lanka umbenannt wurde, von Großbritannien in die Unabhängigkeit entlassen. Die ersten Jahrzehnte nach der Unabhängigkeit waren von einem Erstarken des singhalesischen Nationalismus und zunehmenden Spannungen zwischen der singhalesischen Bevölkerungsmehrheit und der tamilischen Minderheit im Norden der Insel geprägt. Diese führten auch in Jaffna wiederholt zu Gewalttätigkeiten. 1974 wurden neun Menschen durch einen Polizeieinsatz bei der Abschlussveranstaltung der World Tamil Conference in Jaffna getötet. Als Reaktion darauf ermordete im Jahr darauf Velupillai Prabhakaran, der spätere Führer der tamilischen Rebellen, den Bürgermeister von Jaffna, Alfred Duraiappah. 1981 kam es in Jaffna zu schweren Ausschreitungen, bei denen die Stadtbücherei (Jaffna Public Library) niedergebrannt wurde.
Als der Konflikt zwischen Singhalesen und Tamilen 1983 in einem vollumfänglichen Bürgerkrieg mündete, erlebte Jaffna schwere Kämpfe zwischen den Regierungstruppen, die sich im kolonialzeitlichen Fort verschanzt hatten, und den in der Stadt operierenden Rebellen der Liberation Tigers of Tamil Eelam (LTTE). 1986 zog sich das Militär aus Jaffna zurück und die Stadt kam unter die vollständige Kontrolle der LTTE. Nach der Intervention Indiens nahmen die Truppen der Indian Peace Keeping Force im Oktober 1987 Jaffna ein. 1990 zogen sich die indischen Friedenstruppen wieder aus Sri Lanka zurück und Jaffna kam wieder unter die Kontrolle der LTTE. Im Dezember 1995 eroberte die Armee Sri Lankas die Stadt nach einer fünfzigtägigen Belagerung. Jaffna blieb bis zum Ende des Bürgerkriegs unter der Kontrolle der Regierung, war aber vom Rest der Insel abgeschnitten, nachdem die LTTE 2000 den strategisch wichtigen Elefantenpass erobert hatte. 2009 endete der Bürgerkrieg mit dem militärischen Sieg der Regierungstruppen über die LTTE.
Am 8. Januar 2021 wurde auf dem Gebiet der Universität Jaffna ein Denkmal für die im Bürgerkrieg gefallenen Zivilisten im Auftrag der Regierung Sri Lankas schwer beschädigt. Nach studentischen Protesten und Hungerstreiks gab der Vizekanzler der Universität bekannt, dass an derselben Stelle ein neues Denkmal entstehen solle.

## Bevölkerung

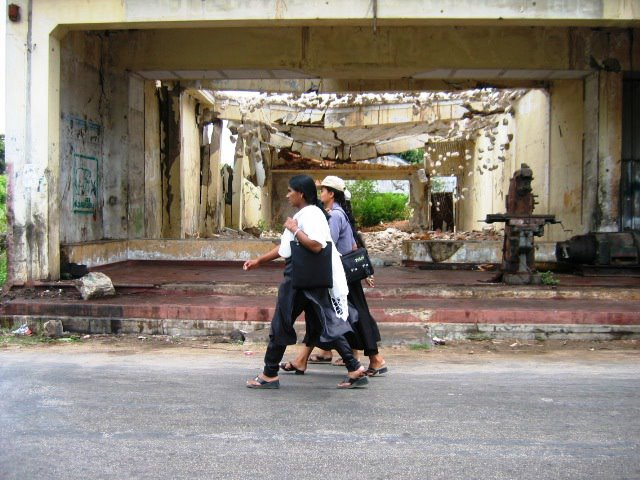
Studentinnen in Jaffna passieren eine Kriegsruine (2007)

Nach einer Sonderzählung des sri-lankischen Zensus im Jahr 2007 hatte Jaffna 78.781 Einwohner. 1981 – im Jahr der letzten Volkszählung vor Ausbruch des Bürgerkrieges – hatte die Einwohnerzahl noch 118.224 betragen. Wegen des Krieges ist ein großer Teil der Bevölkerung aber ins Ausland oder andere Landesteile geflohen.
| Jahr      | 1891   | 1901   | 1911   | 1921   | 1931   | 1946   | 1953   | 1961   | 1971    | 1981    | 2007   |
| Einwohner | 43.179 | 33.879 | 40.441 | 42.436 | 45.708 | 62.543 | 77.811 | 94.670 | 107.184 | 118.224 | 78.781 |

Jaffna gehört zum tamilischen Siedlungsgebiet im Norden Sri Lankas. Vor dem Bürgerkrieg lebten in der Stadt auch kleinere Minderheiten von Moors und Singhalesen. Diese sind während des Krieges aber entweder geflohen oder vertrieben worden, sodass 2007 im gesamten Distrikt Jaffna fast nur Sri-Lanka-Tamilen lebten. Die Einwohner der Stadt sind mehrheitlich Hindus, daneben gibt es eine größere Minderheit von Christen (größtenteils Katholiken). Islam und Buddhismus sind nach dem Abzug von Moors und Singhalesen in Jaffna praktisch nicht mehr präsent.

## Wirtschaft und Infrastruktur

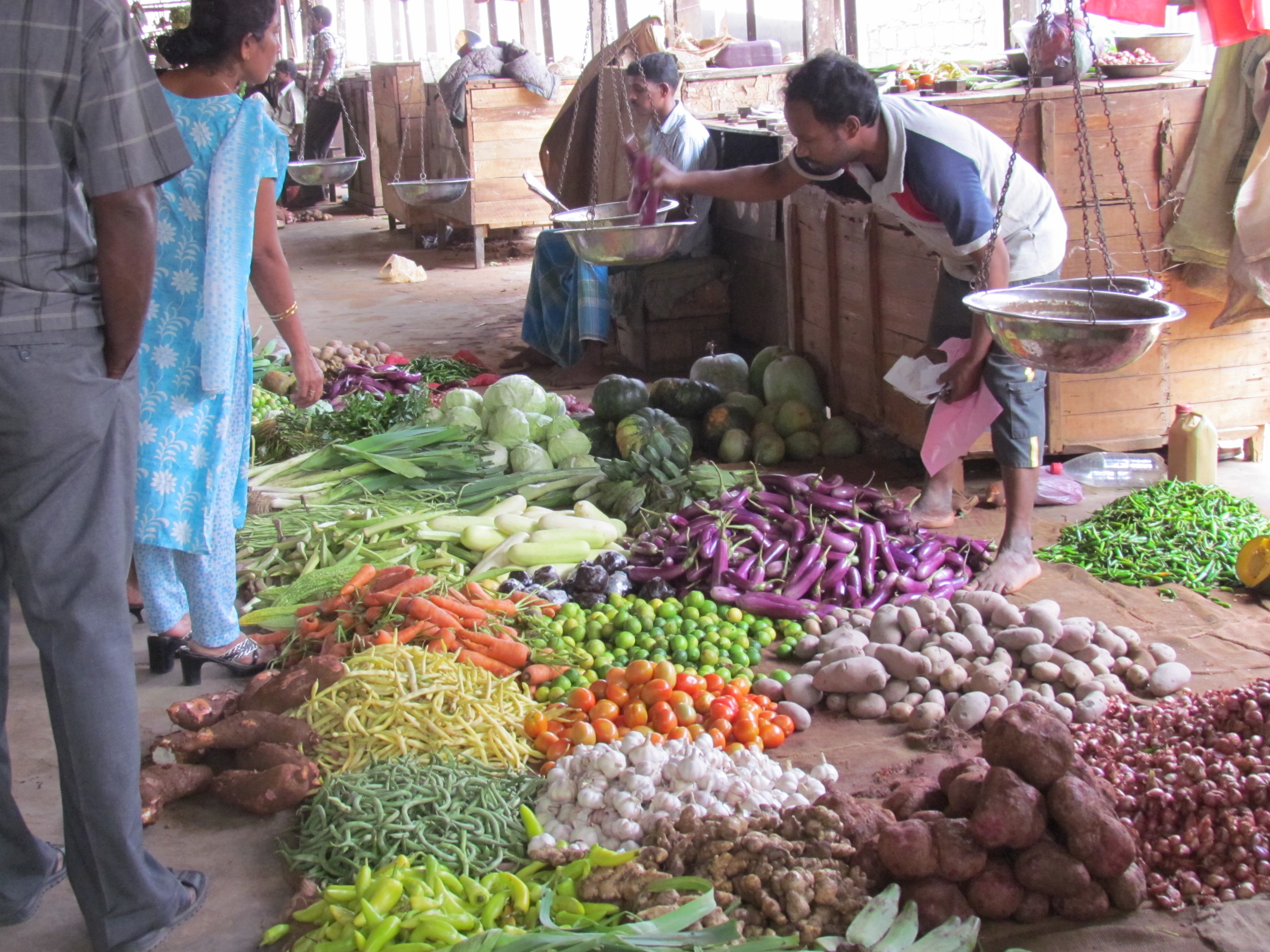
Markt in Jaffna

Jaffna ist Handelszentrum für die umliegende Region, in der Bananen, Kokosnüsse, Reis und Tabak angebaut werden. Zudem verfügt Jaffna über einen Fischereihafen.
Jaffna ist auf dem Straßenweg durch Fernstraßen A9 (Jaffna–Kandy) und A32 (Jaffna–Mannar) mit dem Rest des Landes verbunden. Während des Bürgerkriegs war die über den Elefantenpass verlaufende A9 die einzige Straßenverbindung nach Jaffna. Wegen der Kampfhandlungen war sie die meiste Zeit unterbrochen, seit 2009 ist die Straße aber wieder durchgängig befahrbar. Mit der Fertigstellung der Sangupiddy-Brücke über die Lagune von Jaffna im Jahr 2011 ist Jaffna auch über die A32 erreichbar.
Vor dem Bürgerkrieg war Jaffna über die nördliche Linie der Sri Lankan Railways an das Eisenbahnnetz angeschlossen, 1990 wurde aber der Bahnverkehr nördlich von Vavuniya eingestellt. Der Bahnhof von Jaffna wurde im Krieg zerstört, die Gleise abgebaut. Der Wiederaufbau der Bahnstrecke ist im Gange. Derzeit verkehren Züge bereits bis Kilinochchi, bis zum März 2014 soll auch Jaffna wieder per Bahn erreichbar sein.
In Palaly 18 Kilometer nördlich von Jaffna befindet sich der Flughafen Jaffna. Während des Bürgerkriegs wurde der Flughafen als Luftwaffenbasis genutzt, seit 2012 besteht ziviler Flugverkehr nach Colombo und 2019 wurde der Flughafen offiziell als internationaler Flughafen eröffnet.

## Kultur und Sehenswürdigkeiten

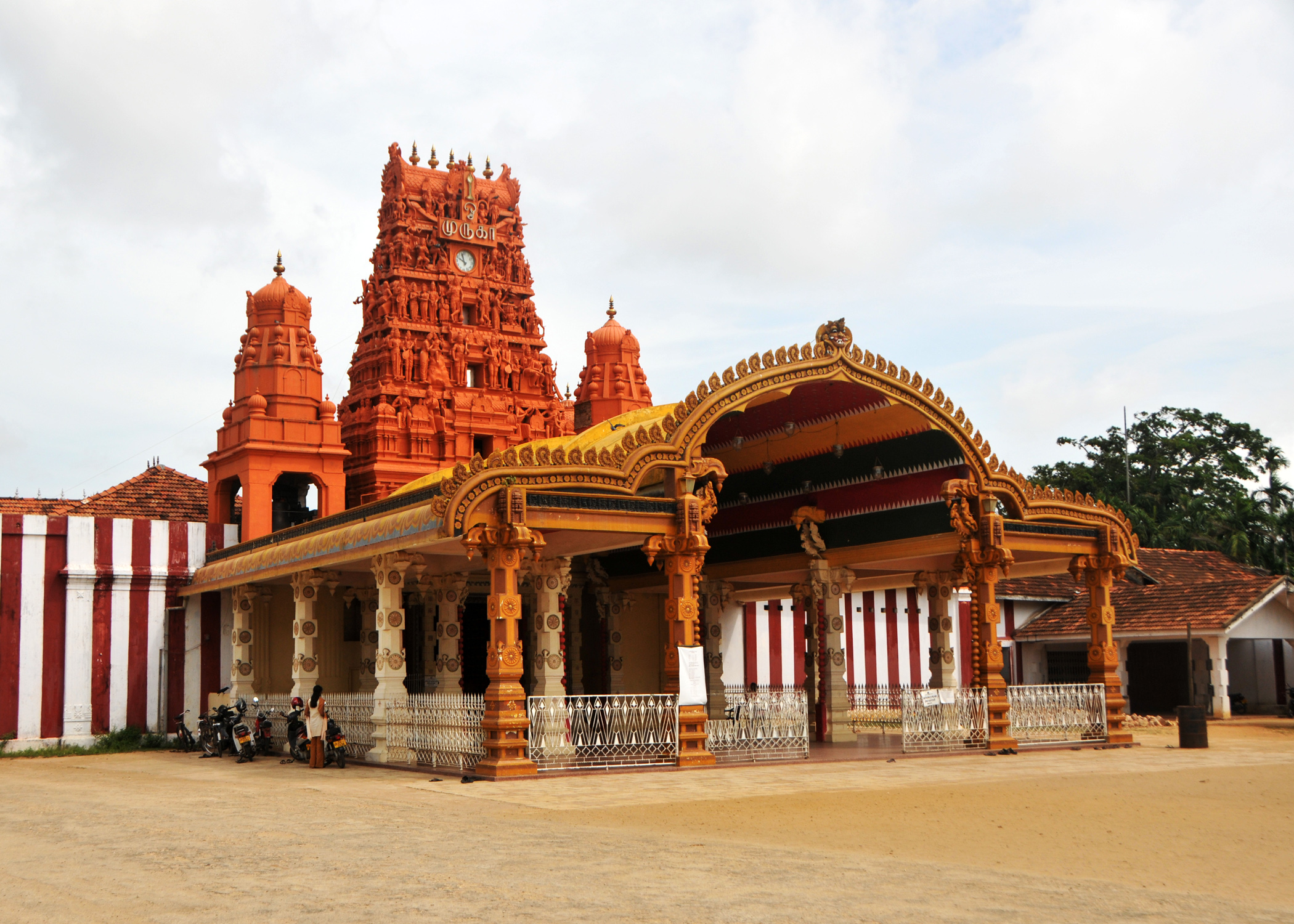
Der Nallur-Kandaswamy-Tempel

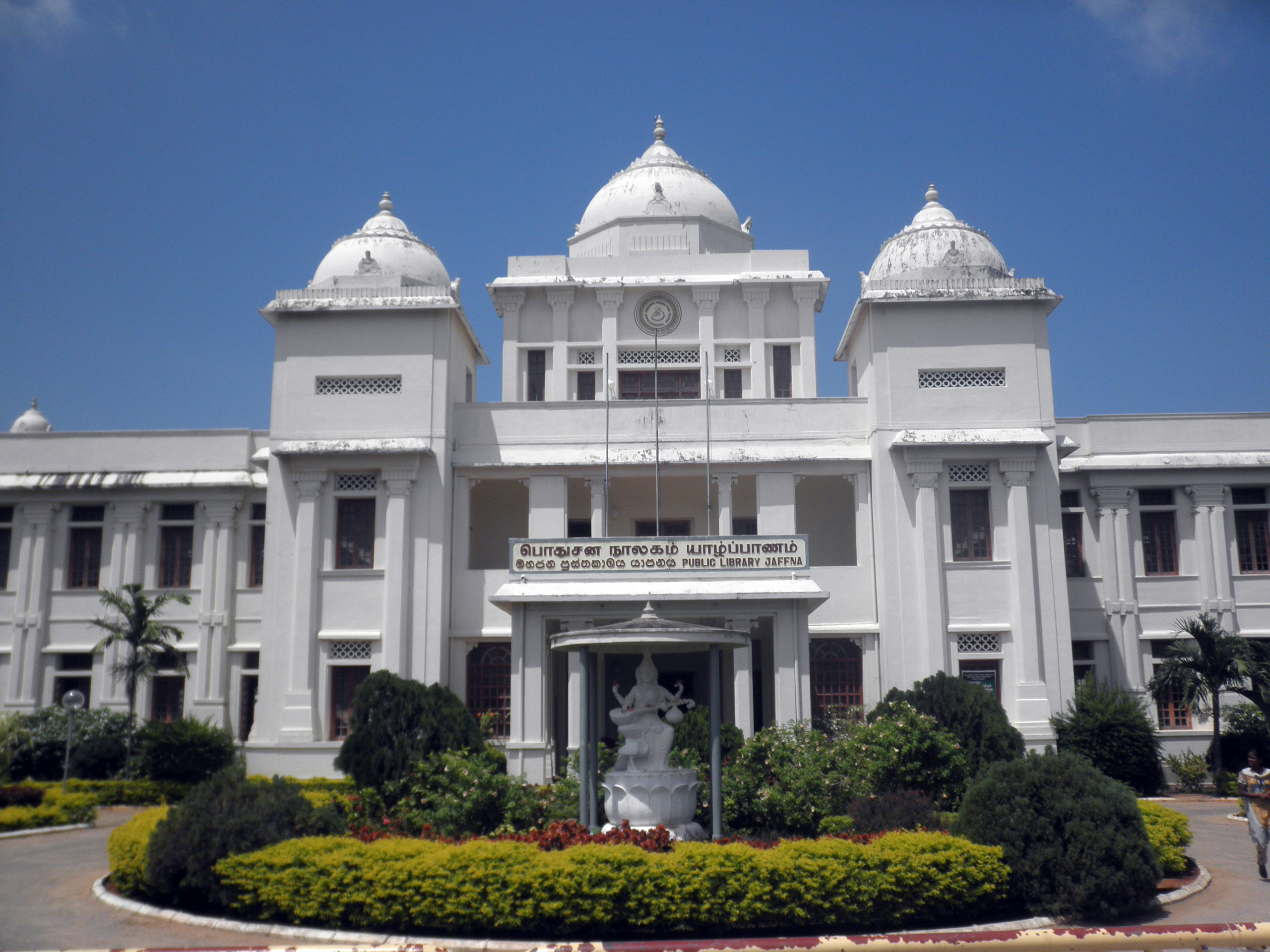
Stadtbibliothek Jaffna

### Tempel
In Nallur rund drei Kilometer östlich des Stadtzentrums von Jaffna befindet sich der Nallur-Kandaswamy-Tempel, einer der wichtigsten Hindu-Tempel Sri Lankas. Er ist dem unter den Tamilen populären Gott Murugan (Skanda) gewidmet. Der Tempel geht auf das 10. Jahrhundert zurück, wurde aber während der portugiesischen Kolonialzeit zerstört und 1749 unter niederländischer Herrschaft wiederaufgebaut. Der Tempel ist im Dravida-Stil errichtet. Den Eingang an der Westseite krönt ein fünfstöckiger Gopuram (Torturm). An der Südseite des Tempels wurde 2011 ein neuer 30 Meter hoher Gopuram angebaut.
Zu den zahlreichen weiteren Hindu-Tempeln zählt der Naguleswaram-Tempel.

### Kirchen
Die eindrucksvollste Kirche ist die 1861 im Italianate-Stil errichtete St. James Church. Die Kathedrale des katholischen Bistums Jaffna ist die St. Mary’s Cathedral, die mit längerer Verzögerung zwischen 1939 und 1982 unter Einbeziehung des Langhauses eines 1794 fertiggestellten Vorgängerbaus erbaut wurde.

### Weiteres
Das Fort Jaffna wurde während der portugiesischen Kolonialzeit 1618 gegründet, ab 1658 von den Niederländern vergrößert und erneuert, 1792 nochmals umgebaut und 1795 von den Briten übernommen. Die im Bürgerkrieg umkämpfte Festung diente 1986–1995 als Hauptquartier der Rebellenarmee, wurde 1995 nach fünfzigtägiger Belagerung von den Regierungstruppen eingenommen und ist noch heute zum größten Teil militärisches Sperrgebiet und daher nicht öffentlich zugänglich.
Die Stadtbibliothek ist ein Symbol für die Geschichte des Sri-Lanka-Konflikts. Die 1933 erbaute Bibliothek wurde während der Unruhen im Vorfeld des Bürgerkrieges 1981 von einem regierungsfreundlichen Mob niedergebrannt, wobei mehr als 90.000 Bücher zerstört wurden. Während des Bürgerkriegs blieb die Bibliothek eine Ruine, nach der Rückeroberung Jaffnas ließ die Regierung sie aber wiederaufbauen. 2003 wurde sie wiedereröffnet.

## Persönlichkeiten
- Victor Gnanapragasam (1940–2020), römisch-katholischer Bischof und Missionar
- Sengai Aaliyan (1941–2016), tamilischer Schriftsteller
- L. Vaidyanathan (1942–2007), indischer Geiger und Komponist
- Fidelis Lionel Emmanuel Fernando (* 1948), römisch-katholischer Bischof von Mannar
- T. Maheswaran (1960–2008), sri-lankischer Politiker
- Anton Ranjith Pillainayagam (* 1966), römisch-katholischer Geistlicher und Weihbischof in Colombo
- Stephan Anpalagan (* 1984), deutscher Journalist und Musiker
- Senthuran Varatharajah (* 1984), deutscher Schriftsteller
- Kamzy Gunaratnam (* 1988), norwegische Politikerin